# Centro William Rappard
El Centro William Rappard, Rue de Lausanne 154, Ginebra, Suiza, fue construido entre 1923 y 1926 para ser ocupado por Oficina Internacional del Trabajo (OIT), que es la secretaría permanente de la Organización Internacional del Trabajo. Es el primer edificio de Ginebra diseñado para una organización internacional.  En 1975 la OIT se trasladó a Grand Saconnex, y en 1977 el Centro William Rappard fue ocupado por la secretaría del Acuerdo General sobre Aranceles Aduaneros y Comercio (GATT, del inglés General Agreement on Tariffs and Trade), el Alto Comisionado de las Naciones Unidas para los Refugiados (Acnur; en inglés, UNHCR: United Nations High Commissioner for Refugees), y la biblioteca del Instituto Universitario de Altos Estudios Internacionales (Graduate Institute of International and Development Studies. En 1995, la Organización Mundial del Comercio (OMC) reemplazó al GATT y se convirtió en el ocupante principal del Centro William Rappard. Entre 2008 y 2013, el edificio fue completamente renovado y se construyó un anexo para añadir oficinas y salas de reuniones.

## Historia
El Centro William Rappard está emplazado en las antiguas propiedades de las familias Rappard y Bloch. La Villa Rappard fue construida originalmente en 1785 y renovada en 1894. La Villa Bloch fue demolida en 1957 para completar el anexo sur del Centro William Rappard. La antigua casa y terreno de la Villa Rappard, situadas al norte del edificio, fueron adquiridos en 1963 por la OIT. La Confederación Suiza recibió la Villa Bloch en 1921 y la donó en 1923 a la Sociedad de las Naciones (SDN). Más tarde en el mismo año, el arquitecto suizo George Épitaux (1873-1957) fue contratado para construir la nueva sede de la OIT. Las obras duraron tres años y el nuevo edificio fue inaugurado el 6 de junio de 1926. Varios anexos fueron agregados hacia el noreste (1937), sudoeste (1938), sur (1951) y sudeste (1957). En 1975 la OIT mudó su secretaría permanente a la vecina Grand Saconnex. Ese mismo año tomó posesión del edificio la Fundación de Inmuebles para las Organizaciones Internacionales (en francés FIPOI, Fondation des immeubles pour les organisations internationales), de la Confederación Suiza y el Cantón de Ginebra. En 1977, el edificio fue renovado y recibió el nombre de Centre William Rappard para homenajear al diplomático suizo William Rappard (1883-1958). También en ese año el edificio fue ocupado por la secretaría del GATT, la UNHCR y la biblioteca del Instituto Universitario de Altos Estudios Internacionales.

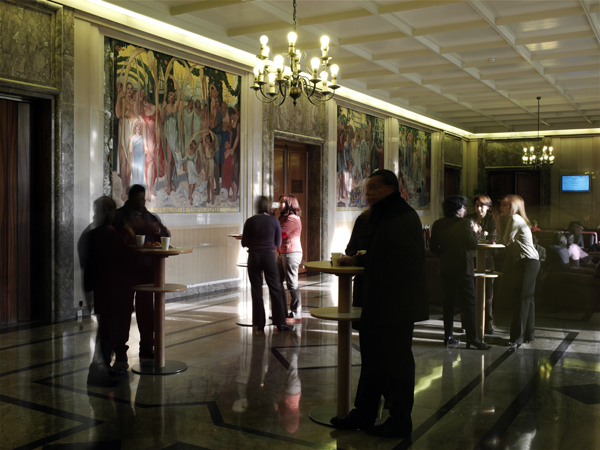
La Sala de los Pasos Perdidos

En 1995, el Centro se convirtió en la sede de la Organización Mundial del Comercio (OMC), que es el ocupante actual del edificio. En 1998 fue erigida una sala de conferencias cerca de la Rue de Lausanne, bajo la dirección del arquitecto Ugo Brunoni. Como resultado de la investigación en los archivos de la OIT y de la OMC, en 2007 varias obras de arte fueron encontradas y exhibidas a los visitantes. Un tiempo después de la creación de la OMC, la organización tenía necesidad de más espacio para los funcionarios y delegados durante sus reuniones diarias. Varias opciones fueron consideradas y finalmente las autoridades suizas de la OMC llegaron a un acuerdo en agosto de 2008 para renovar, ampliar y modernizar el Centro William Rappard. Esta fue la mejor solución en términos de costo y eficiencia. La renovación y ampliación fueron aprobadas por la Confederación Suiza en 2008. Al año siguiente comenzaron las obras, incluyendo la construcción de un anexo con capacidad para 300 nuevos puestos de trabajo (de un total de 1200 en todo el edificio), y un estacionamiento subterráneo con 200 plazas. Además, el edificio original fue completamente renovado para añadir puestos de trabajo para funcionarios, delegados y visitantes. Las obras se llevaron a cabo en tres etapas: renovación de la Sala del Consejo General y modernización de la infraestructura (electricidad, fontanería y calefacción) y creación de nuevas salas (2008-2011); densificación y aumento de la capacidad interna, incluyendo el Atrio en el antiguo jardín interior norte y grandes salas de conferencias bajo el jardín interior sur (2010–2012); construcción de una nueva ampliación entre el estacionamiento sur y el parque (2011-2013).

## Descripción

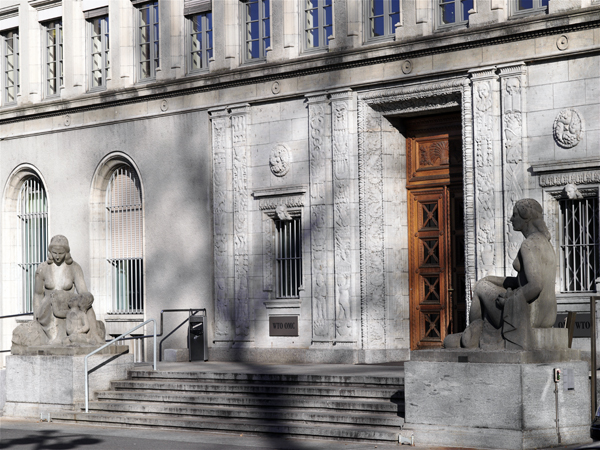
La entrada principal

El diseño original del arquitecto George Épitaux de Lausanne estaba basado en una villa florentina clásica, con un jardín interior, gran entrada y una escalera monumental partiendo del vestíbulo principal. Las dimensiones de la primera construcción eran 86,30 x 33,80 metros, llegando lo más alto de la linterna o cúpula principal a 32 metros desde el nivel del suelo. El edificio fue construido íntegramente en cemento, utilizando en algunos espacios granito de Ticino y piedra arenisca de Würenlos (Aargau). Para la obra Épitaux contrató reconocidos escultores y artesanos, entre ellos Luc Jaggi(1887–1976), Maurice Sarki (Sarkissoff) (1882–1946), León Perrin (1886–1978) y otros. Inmediatamente después de la Segunda Guerra Mundial, George Épitaux fue encargado nuevamente para construir dos ampliaciones hacia el norte y el sur del edificio original. En los nuevos anexos fueron usadas varias formas geométricas y decoraciones simbólicas con el fin de ofrecer una consistencia estética.
La renovación y construcción llevadas a cabo entre 2008 y 2013 incluyeron dos grandes proyectos, modificaciones en la estructura original y un nuevo anexo. Entre los cambios y mejoras de la renovación figuraban la transformación del jardín interior norte del edificio original en un Atrio. Estas obras fueron realizadas por los arquitectos del Group8 de Ginebra, que se concentraron en la modernización, la optimización del espacio, ell respeto por el pasado y la transformación con respeto por el medio ambiente. 
El nuevo edificio al sur del Centro William Rappard, diseñado por el arquitecto Jen Wittfoht of Stuttgart, Alemania, es una muestra de discreción, diálogo entre lo moderno y lo clásico, eficiencia, normas de ahorro de energía e integración con el espacio (la calle, el parque y el lago). La OMC se ubica en un entorno natural y el nuevo edificio es parte del enfoque de desarrollo sustentable. Se ha dado la prioridad a preservar la biodiversidad y las áreas naturales. Por eso la OMC ha seguido las normas Minergie P y ha seleccionado materiales no contaminantes y reciclables para el nuevo edificio y la renovación del Centro William Rappard. Los materiales han sido seleccionados en base a un estudio de su ciclo de vida, fabricación, uso y reciclado. La nueva extensión constituye un elemento del paisaje de la costa lacustre. Su estructura de vidrio refleja el entorno natural de forma tal que el edificio se integra al paisaje. Uno de los objetivos de la OMC ha sido la construcción de un edificio que demande un muy bajo consumo de energía. El ahorro de energía es eficaz gracias a la instalación de paneles solares que brindan la energía necesaria para calentar el agua utilizada en la OMC. Una película de protección instalada en las ventanas crea también un mejor aislamiento y rechaza las radiaciones ultravioleta reduciendo los costos de energía. Las aguas del Lago Lemán se utilizan para el sistema de aire acondicionado del edificio (red "Genève-Lac-Nations"). La calefacción y sistemas de enfriamiento se logran con las aguas profundas del lago, que se transportan y distribuyen de acuerdo a la red hidrotermal. También se utiliza el bombeo de agua. Este sistema ha sido desarrollado por "Services Industriels de Genève" (en francés, SIG). También se usan todas las otras fuentes de energía disponibles en el lugar (sol, viento, vegetación, características del suelo). La claridad excepcional en la costa del lago es otra ventaja, y el edificio ha sido diseñado para que la luz del día ilumine las oficinas el máximo tiempo posible. 

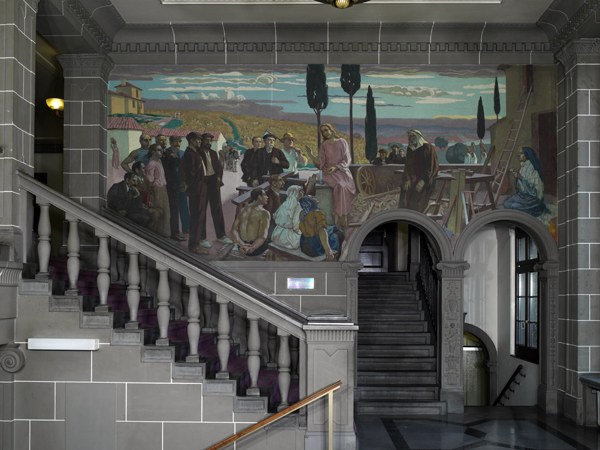
La dignidad del trabajo, Maurice Denis, 1931

El Centro William Rappard posee una colección de obras de arte, la mayoría donadas por gobiernos e instituciones en tiempos de la OIT. Algunas de estas obras son La Dignidad del Trabajo de Maurice Denis (1931), El Desarrollo Industrial de Irlanda de Seán Keating (1961), Pesca, Vendimia y Labranza de Jorge Colaço (1928), las esculturas Paz y Justicia de Luc Jaggi (1925), el panel de Delft Construyendo el Futuro de Albert Hahn Jr. (1926), los murales de La Paz Triunfante de Gustave-Louis Jaulmes (1940), los murales sobre el trabajo de Dean Cornwell (1955), Pigmalión de Eduardo Chicharro y Agüera (1925), y la escultura El Muchacho de la Túnica Azul de Gilbert Bayes (1926), en la fuente exterior. Entre las donaciones recientes se encuentra Danaé World Suite / 11 September 2001 de Jean-Claude Prêtre y Outre Terre de Catherine Bolle. Entre los árboles del lado de la Rue de Lausanne se encuentra el Jardín Gusu, presentado por el Ministerio de Comercio de China y el Gobierno Municipal de Suzhou para celebrar el décimo aniversario de la accesión de China a la OMC.
En algunas ocasiones, las obras de arte del Centro William Rappard han sido objeto de censura. La Vidriera de Ginebra de Harry Clarke (1930), que fue encargada por el gobierno irlandés, nunca llegó a Ginebra. El Pigmalión de Eduardo Chicharro y Agüera fue cubierto en 1936 y continuó escondido por 70 años. Otras obras han sido retiradas, cubiertas o destruidas, como Construyendo el Futuro de Albert Hahn Jr., los murales de La Paz Triunfante de Gustave-Louis Jaulmes, y los murales sobre el trabajo de Dean Cornwell (en los tres casos han sido retirados o cubiertos por la secretaría del GATT en 1975). Durante la renovación del edificio en 2008-2013, varias de estas obras fueron recuperadas, restauradas y vueltas a instalar en sus lugares originales. En 2019, la gran caricatura In GATT We Trust de Claude Namy fue retirada de la exhibición pública.

## Crítica

### Referéndum de Ginebra para el nuevo edificio
Como consecuencia de la aprobación de las autoridades federales, el 6 de abril de 2009 la ciudad de Ginebra aprobó la extensión del Centro William Rappard. Las obras incluían grandes modificaciones en los jardines internos y la construcción de un nuevo edificio en lo que era el estacionamiento sur. De acuerdo a las normas suizas sobre protección de organizaciones internacionales y funcionarios extranjeros, se construyeron también instalaciones de seguridad, en especial un perímetro alrededor del edificio. El presupuesto total se fijó en 150 millones de francos suizos, que incluían 70 millones a cargo de la Confederación Suiza y 60 millones como préstamo de la FIPOI. El Consejo Municipal aprobó las obras por 50 votos contra 17, entre los que se contaban los de los partidos "A gauche toute!" y UDC. Christian Zaugg y Pierre Vanek de "A gauche toute!" anunciaron que organizarían un referéndum para oponerse a la construcción. Contra la opinión de la mayoría de los líderes políticos de Ginebra, incluyendo el responsable de las construcciones cantonales y municipales Mark Muller del Partido Liberal y Sandrine Salerno del Partido Socialista, los organizadores del referéndum obtuvieron 6919 firmas para secundar el proyecto (frente a un mínimo requerido de 4000). Sin embargo, luego de una verificación, solo 4022 firmas fueron certificadas. El referéndum se llevó a cabo el 27 de septiembre de 2009, obteniendo un 61,8 por ciento de votos a favor de la expansión del Centro William Rappard (la concurrencia fue del 39,5 por ciento). Sandrine Salerno declaró: "Aprobando este proyecto, los ginebrinos muestran su compromiso con la ciudad internacional y el multiculturalismo". El Director-General Pascal Lamy dijo que los resultados del referéndum "nos alientarán para extender aún más nuestro alcance hacia el público".

### Censura del cuadro de Claude Namy

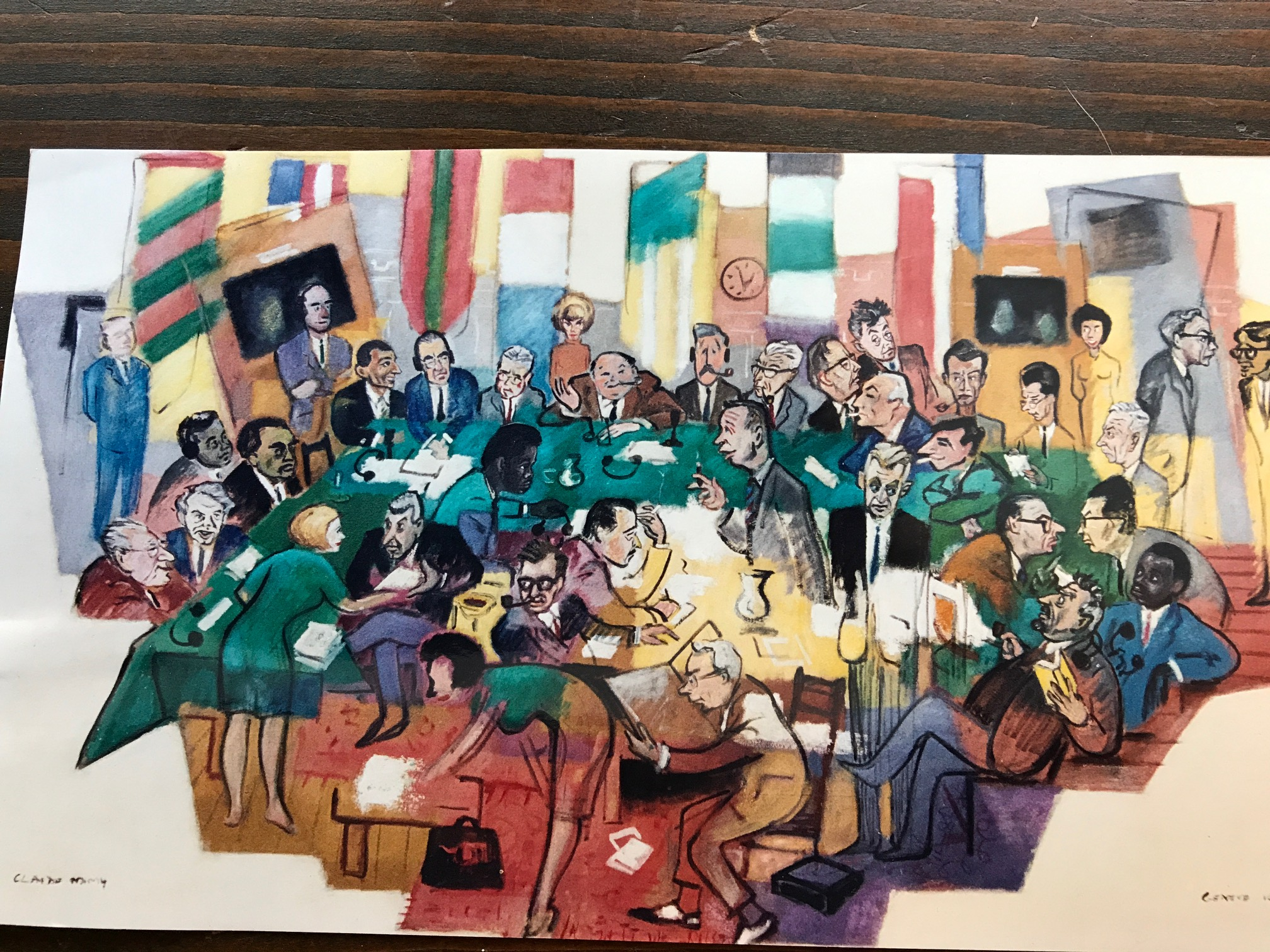
In GATT We Trust (1966), Claude Namy

En octubre de 2019, seguidamente a un agitado debate y con una fuerte resistencia por parte de varios funcionarios de la OMC y delegados, la pintura caricatural In GATT We Trust del intérprete y artista Claude Namy fue retirada y enviada a un depósito del subsuelo. El cuadro (1,10 m de alto, 1,85 m de ancho, acrílico sobre tela) es de 1966. Es una representación humorística de una reunión en el secretariado del GATT de Ginebra durante la Ronda Kennedy (1964-1967). En ella, el Director-General Eric Wyndham White se dirige a la concurrencia desde la cabecera de la mesa en forma de U. Alrededor de la mesa están los funcionarios del secretariado del GATT y delegados de países miembros (las "partes contratantes"), todos ellos sentados, y también intérpretes, asistentes, secretarias y ujieres. Cuatro mujeres están de pie y asistiendo al trabajo de los embajadores y funcionarios, todos ellos de sexo masculino. En primer plano destaca el jefe de intérpretes con una gran carpeta y mirando subrepticiamente la baja espalda de una de las secretarias. La intención humorística se condensa en la leyenda al pie de la ilustración: “In GATT we Trust”, que parafrasea ocurrentemente el lema de los Estados Unidos de América y de la República de Nicaragua, “In God we Trust”. Además, el artista reprodujo el lema de forma que la letra mayúscula "T" de Trust se está cayendo de la línea de texto, de modo que el título se lee “In GATT we Rust” (en el GATT nos oxidamos). Este cuadro "estuvo en exhibición durante 30 años en lo que hoy es la Sala Y, en una pequeña cafetería. En 2007 fue retirado para dejar al descubierto el Pigmalión de Eduardo Chicharro, y fue colocado en la entrada de servicio. Después de la renovación fue instalado en la Sala de Delegados. En 2013 fue finalmente colocado en la Sala B". Hacia junio de 2019, dentro del contexto del movimiento MeToo, algunas percepciones negativas fueron comunicadas por los funcionarios. El cuadro fue retirado de la Sala B y fue exhibido en el acceso del vestíbulo principal a la terraza del lago. Luego de muchas discusiones internas en el marco del debate de géneros, el Director-General Roberto Azevêdo decidió que la caricatura fuera retirada, lo que se hizo el 2 de octubre de 2019. Esta ocurrencia de censura del arte fue seguida por Keith Rockwell de la división de la información y relaciones con los medios de la OMC. Rockwell ordenó borrar lo que consideraba información confidencial del capítulo de un libro dedicado a la remoción de In GATT We Trust.

## Galería de fotos

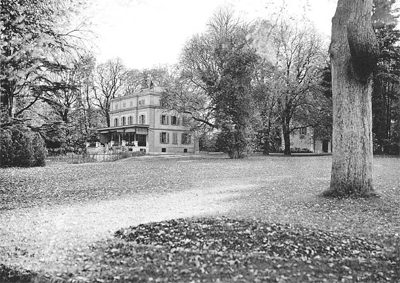
Villa Bloch (antes Rochefoucault)
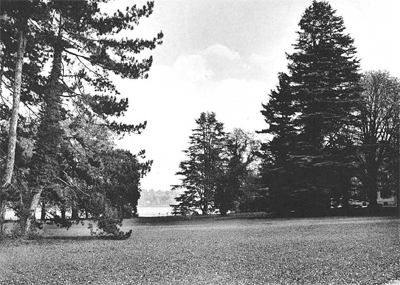
Parque de la Villa Bloch y lago Lemán, hacia 1923
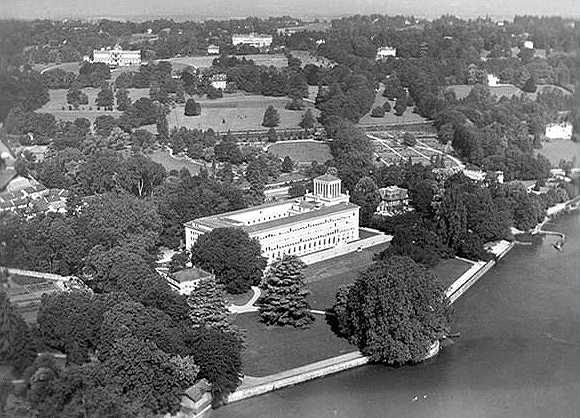
Vista aérea, 1926
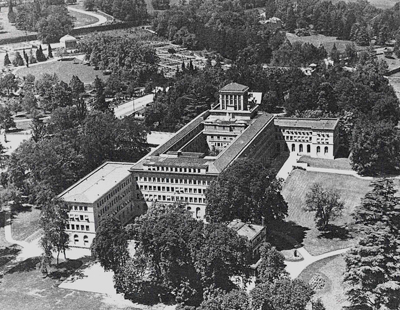
Vista aérea, 1938
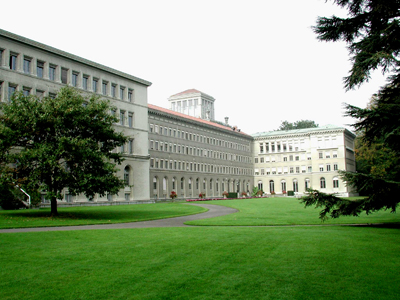
Fachada del lago y parque de la antigua OIT
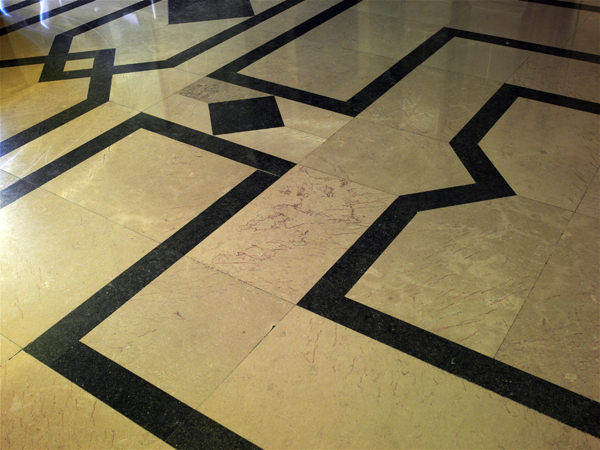
Suelo del vestíbulo principal
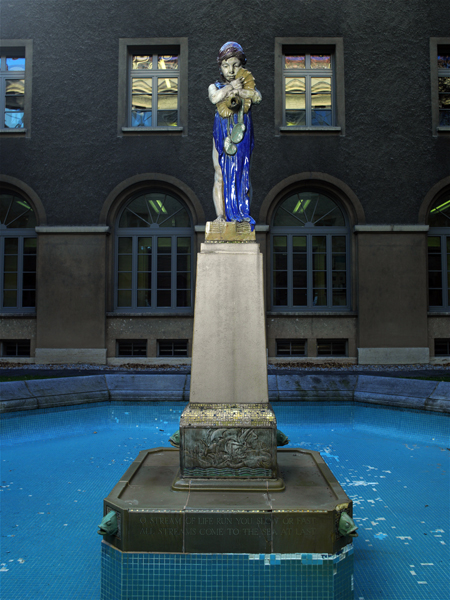
Patio, fuente ornamental
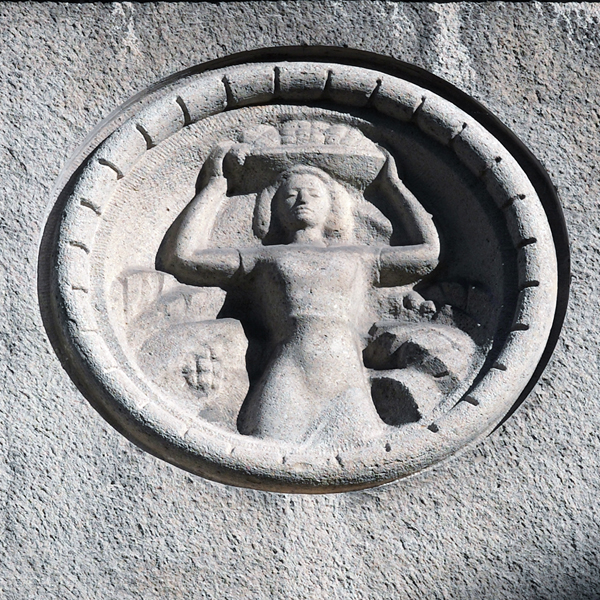
Decoraciones de fachadas
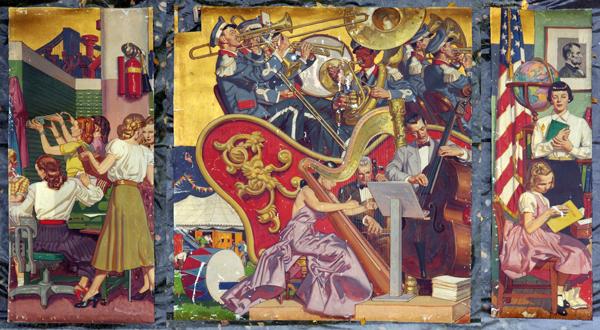
Murales de Dean Cornwell, 1955
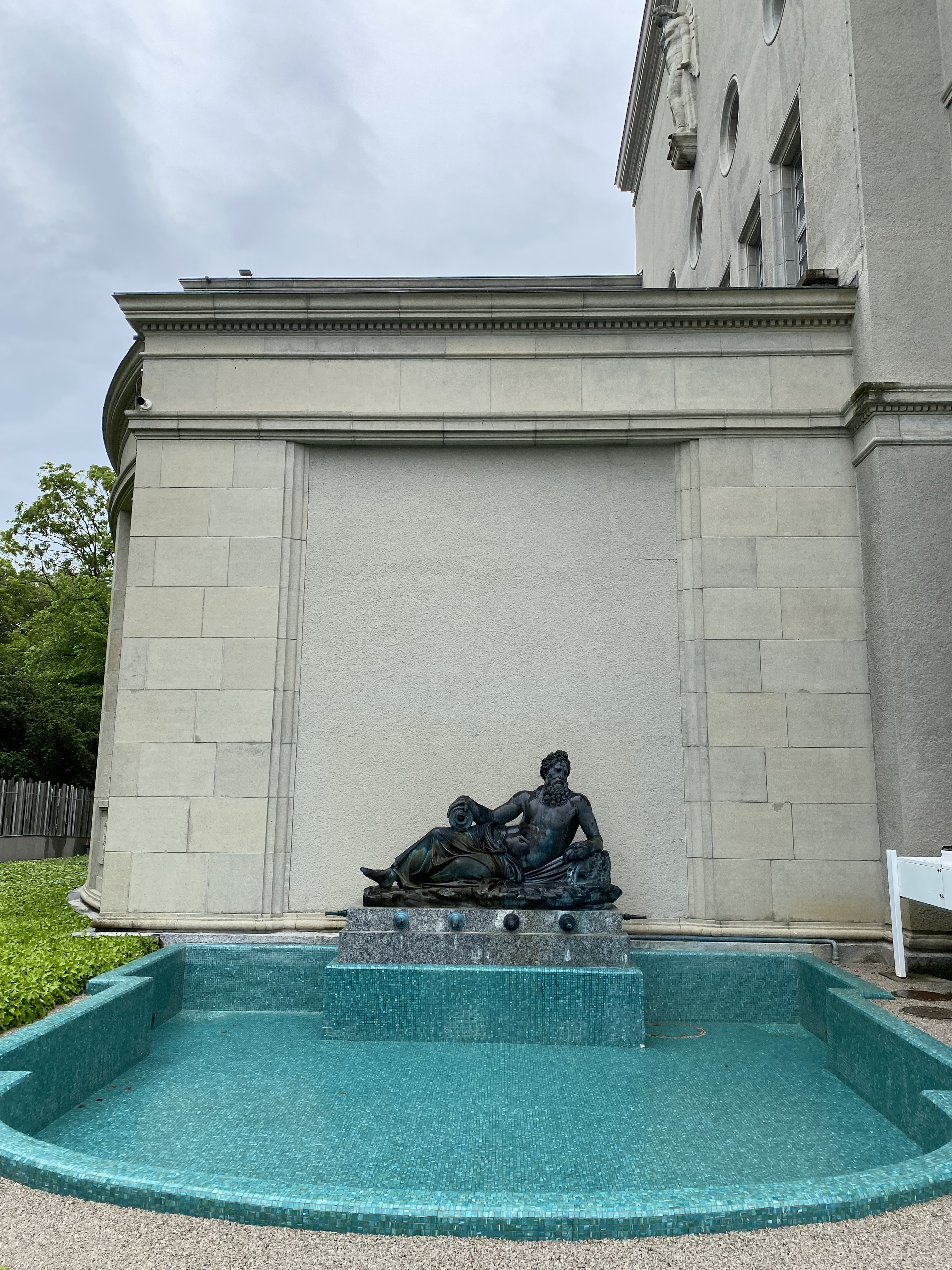
El Tíber, Pietro Canónica, donada por el gobierno italiano en 1926

## Otras lecturas
- BIT, Programme du Concours pour l'Étude d'un Projet en vue de la Construction d'un Édifice destiné au Bureau International du Travail à Genève (sin fecha). Archivos de la OIT.
- Budry, Paul (ed.). L'édifice du Bureau International du Travail à Genève (31 de agosto de 1926). Incluye una nota técnica del arquitecto Georges Épitaux, fotografías y la lista de contratistas y artistas. Archivos de la OIT.
- Delpal, Bernardo. "Sur le tableau de Maurice Denis: La Dignité du Travail (Ginebra, 1931)" en: Chrétiens et Sociétés, XVIe – XXe siècles (Lyon), N° 9 (2002), págs. 139–177. Disponible en línea ( http://resea-ihc.univ-lyon3.fr/publicat/bulletin/2002/delpal.pdf ).
- Der Boghossian, Anoush. "L'Organisation Mondiale du Commerce: vers un modèle écologique" en ONU Especial N° 685 (junio de 2009), p. 22. Disponible en línea (https://web.archive.org/web/20110721042635/http://www.unspecial.org/UNS685/t34.html ).
- Graf, Robert Henri. Le Bureau International du Travail: les oeuvres d'art et les dons reçus par cette Institution (Ginebra: inédito, 1951). Reimpresión manuscrita de la OMC, 2008.
- Murray, Edmundo. Art Discovery and Censorship in the Centre William Rappard of Geneva: Building the Future (Londres: Palgrave Macmillan, 2023).
- Murray, Edmundo. "Ghosts in the Centre William Rappard" en UN Special N° 686 (julio de 2009), págs. 17–18. Disponible en línea ( https://web.archive.org/web/20110721042646/http://www.unspecial.org/UNS686/t61.html ).
- Organización Mundial del Comercio. El edificio de la OMC: arte y arquitectura en el Centro William Rappard (Ginebra: Publicaciones de la OMC, 2015).
- Organización Mundial del Comercio. Centro William Rappard: sede de la Organización Mundial del Comercio, Ginebra (Ginebra: Publicaciones de la OMC, 2011).
- Organización Mundial del Comercio. El edificio de la OMC: la obra de arte simbólica del Centro William Rappard, sede de la Organización Mundial del Comercio (Ginebra: Publicaciones de la OMC, 2008)
- Organización Mundial del Comercio. "Visita virtual al Centro William Rappard" (Ginebra: Publicaciones de la OMC, 2018). https://www.wto.org/vt/

- Datos: Q2944897
- Multimedia: William Rappard Center, Geneva / Q2944897